# Sascha Armutat
Sascha Armutat (* 13. Mai 1971) ist ein deutscher Wirtschaftswissenschaftler. Er war Forschungsleiter bei der Deutschen Gesellschaft für Personalführung. Seit 2016 ist er Professor im Fachbereich Wirtschaft an der Hochschule Bielefeld. 

## Leben
Armutat trat nach dem Abitur 1990 als Offizieranwärter in die Luftwaffe der Bundeswehr ein. Er absolvierte zunächst die Offizierschule der Luftwaffe. Von 1991 bis 1994 studierte er Pädagogik an der Helmut-Schmidt-Universität in Hamburg (Diplom-Pädagoge). Danach war er u. a. Ausbildungsoffizier in Heide (Holstein) und Dozent für Innere Führung an der Unteroffizierschule der Luftwaffe (USLw) in Appen.
2003 wurde er berufsbegleitend an der Wirtschafts- und Sozialwissenschaftlichen Fakultät der Universität Potsdam mit der Dissertation Kompetenzentwicklung im universitären Studienfach Personal für das Berufsfeld Personalmanagement zum Dr. rer. pol. promoviert. Im Anschluss nahm er einen Lehrauftrag am Lehrstuhl für Betriebswirtschaftslehre mit dem Schwerpunkt Organisation und Personalwesen von Dieter Wagner an. Von 2007 bis 2012 vertrat er die Professur. Außerdem war er Lehrbeauftragter an der Hochschule Fresenius in Köln und der FOM – Hochschule für Oekonomie und Management in Düsseldorf.
Im Jahre 1998 wurde wissenschaftlicher Mitarbeiter der Deutschen Gesellschaft für Personalführung (DGFP) in Düsseldorf. Ab dem Jahr 2000 baute er dort mithilfe des Referats Arbeitskreise die Forschungsabteilung der Organisation auf und aus. 2003 übernahm er die Leitung des Fachreferats. Von 2009 bis 2013 war er Leiter des Forschung- und Themenbereichs mit inhaltlicher Verantwortung u. a. für die DGFP-Akademie und von 2014 bis 2016 Leiter des Bereichs „Strategie, Forschung und Politik“.
Im Jahr 2016 wurde Armutat Professor für Allgemeine Betriebswirtschaftslehre, insbesondere Personalmanagement und Organisation am Fachbereich Wirtschaft und Gesundheit der Fachhochschule Bielefeld. Er unterrichtet und forscht in den Themenfeldern Personalmanagement, Führung und Organisation und hält Vorträge zu Trends im Personalmanagement.  

## Schriften (Auswahl)
- Kompetenzentwicklung im universitären Studienfach Personal für das Berufsfeld Personalmanagement (= Hochschulschriften zum Personalwesen. Band 35). Hampp, München u. a. 2003, ISBN 3-87988-768-3.
- et al.: Organisation des Personalmanagements. Expertise-Center, Service-Center, Key-Account-Personalmanagement (= DGFP-PraxisEdition. Band 83). W. Bertelsmann, Bielefeld 2007, ISBN 978-3-7639-3379-2.
- (Hrsg. mit Wolfgang Neumeier): Impat-Management – befristete Entsendungen nach Deutschland im Unternehmen gestalten. Grundlagen, Handlungshilfen, Praxisbeispiele (= DGFP-PraxisEdition. Band 85). W. Bertelsmann, Bielefeld 2007, ISBN 978-3-7639-3381-5.
- et al.: Management development. Zukunftssicherung durch kompetenzorientierte Führungskräfteentwicklung (= DGFP-PraxisEdition. Band 87). W. Bertelsmann, Bielefeld 2007, ISBN 978-3-7639-3384-6.
- mit Klaus Boll, Friederike Frey (Hrsg.): Arbeiten in virtuellen Strukturen. Gestaltungsaufgaben für das Personalmanagement. Grundlagen, Handlungshilfen, Praxisbeispiele. Herausgegeben von der Deutschen Gesellschaft für Personalführung. W. Bertelsmann, Bielefeld 2007, ISBN 3763932674.
- mit Reiner Weidmann: Gedankenblitz und Kreativität – Ideen für ein innovationsförderndes Personalmanagement (= DGFP-PraxisEdition. Band 90). W. Bertelsmann, Bielefeld 2008, ISBN 978-3-7639-3387-7.
- (Hrsg. et al.): Lebensereignisorientiertes Personalmanagement. Eine Antwort auf die demografische Herausforderung. Grundlagen, Handlungshilfen, Praxisbeispiele (= DGFP-PraxisEdition. Band 91). W. Bertelsmann, Bielefeld 2009, ISBN 978-3-7639-3388-4.
- (Hrsg. et al.): Outsourcing und Steuerung externer Partner. Personalmanagement im Wandel. Herausforderungen, Lösungen, Aufgaben (= DGFP-PraxisEdition. Band 95). W. Bertelsmann, Bielefeld 2009, ISBN 978-3-7639-3859-9.
- (Hrsg. mit Achim Seisreiner): Differentielles Management. Individualisierung und Organisation in systemischer Kongruenz. Festschrift für Prof. Dr. Dieter Wagner (= Springer Gabler Research). Springer Gabler, Wiesbaden 2012, ISBN 978-3-8349-4516-7.